# Rossignol (Familienname)
Rossignol bzw. Rosignol ist ein Familienname.

## Herkunft und Bedeutung
Der Name ist ursprünglich ein französischer Familienname mit der Bedeutung Nachtigall. Durch hugenottische Glaubensflüchtlinge ist der Name auch in Deutschland mit einer geringen Verbreitung anzutreffen. Rossignol mit einem s hat ca. 20 Namensträger und mit zwei s ca. 30 Namensträger in Deutschland.

Das Wappen der Familie Rosignol

## Bekannte Namensträger
- André Rossignol, französischer Automobilrennfahrer
- Antoine Rossignol (1600–1682), berühmter französischer Kryptologe
- Antoine-Bonaventure Rossignol, französischer Kryptologe, Enkel von Antoine und Sohn von Bonaventure
- Bonaventure Rossignol, französischer Kryptologe, Sohn von Antoine
- Jacques Rossignol (1945–2001), französischer Fußballspieler
- Jean Antoine Rossignol (1759–1802), französischer General
- Jean-Claude Rossignol (1945–2016), französischer Rugbyspieler
- Laurence Rossignol (* 1957), französische Politikerin
- Michelle Rossignol (* 1940), kanadische Schauspielerin
- Nicolas Mayer-Rossignol (* 1977), französischer sozialistischer Politiker
- Robert Le Rossignol (1884–1976), englischer Ingenieur
- Serge Rossignol (* 1942), kanadischer Physiologe